# Estação Arniqueiras
A Estação Arniqueiras é uma das estações do Metrô do Distrito Federal, situada em Águas Claras, entre a Estação Guará e a Estação Águas Claras. Administrada pela Companhia do Metropolitano do Distrito Federal, faz parte da Linha Verde e da Linha Laranja.
Foi inaugurada em 5 de fevereiro de 2002. Localiza-se no Boulevard Sul. Atende a região administrativa de Águas Claras.